# Badisches Staatstheater Karlsruhe
Le Badisches Staatstheater Karlsruhe est une salle de spectacles à Karlsruhe. Le programme comprend du théâtre, de l'opéra, des opérettes, des comédies musicales et de la danse-théâtre.

## Histoire
Le premier précurseur du théâtre de Karlsruhe est construit par l'architecte Friedrich Weinbrenner sur la place du château (de) en 1808. En 1810, il devint le théâtre de la cour grand-ducale.
Le 28 février 1847, un incendie se déclare lors d'une représentation au cours de laquelle le bâtiment, principalement en toile et en bois, est complètement détruit. Malgré l'arrivée rapide des pompiers de Durlach dirigé par Christian Hengst (de) en seulement 28 minutes, 63 spectateurs meurent, la plupart dans une panique causée par des portes qui s'ouvrent vers l'intérieur et empêchent une évasion rapide. Le bâtiment successeur, construit par l'architecte de la cour Heinrich Hübsch (de), est achevé en 1853 et ouvre sous la direction du directeur de théâtre Eduard Devrient.
Lors d'un bombardement aérien le 27 septembre 1944, le Hoftheater brûle à nouveau. La ruine reste jusque dans les années 1960. En 1960, un concours d'architecture pour un nouveau bâtiment au même endroit est décidé, mais la municipalité donne le terrain au Tribunal constitutionnel fédéral pour qu'il reste dans la ville. Après la démolition des ruines du théâtre de la cour, la planification commence en 1964 pour le bâtiment du théâtre à la transition de la partie sud de la ville au centre-ville, il est construit de 1970 à 1975 selon les plans de l'architecte Helmut Bätzner (de). Jusqu'à son achèvement, la salle de concert (de) (grande maison) et une partie de la Stadthalle (petite maison) servent de lieux provisoires.
À partir de 1977, à l'initiative du directeur général Günter Könemann, les œuvres du compositeur baroque Georg Friedrich Haendel sont présentées dans un cadre spécial. Les journées Haendel ont lieu de 1978 à 1984 et, en 1985, elles deviennent le Festival Haendel (de).
Au cours de la saison 2011-2012, le directeur artistique Peter Spuhler (de) fonde deux nouvelles succursales, le Junge Staatstheater, sous la direction d'Ulrike Stöck, et le Volkstheater, dirigé par Beata Anna Schmutz (de).
Le 21 janvier 2014, le conseil municipal de Karlsruhe décide une rénovation générale et un agrandissement du théâtre pour un coût de 125 millions d'euros (à partir de 2014). Au départ, le plan est de construire un nouveau théâtre avec un Junge Staatstheater intégré. Puis de nouvelles salles de répétition musicale et des ateliers sont créés. Comme dernière étape, le bâtiment existant doit être rénové. En décembre 2014, un jury sélectionne à l'unanimité trois œuvres comme lauréates de la rénovation. En juillet 2015, les architectes sont Delugan Meissl (de), Vienne, avec Wenzel + Wenzel, Karlsruhe.
Le Badisches Staatstheater est invité au Berliner Theatertreffen pour la première fois en 2016 avec le documentaire de Hans-Werner Kroesinger (de), Stolpersteine Staatstheater, qui traite des employés du théâtre juif à l'époque national-socialiste.
En mémoire du chef d'orchestre Hermann Levi, le parvis du théâtre est nommé Hermann-Levi-Platz en février 2017.